# Chasenella luma
Chasenella luma is een hooiwagen uit de familie Sclerosomatidae.